# Gil Cutrim
Gilliano Fred Nascimento Cutrim, mais conhecido como Gil Cutrim (São Luís, 26 de outubro de 1979), é casado e pai de dois filhos, advogado e político brasileiro com base no Maranhão.
Gil Cutrim é ex-deputado federal eleito em 2018 com 72.038 votos.
Foi prefeito de São José de Ribamar, a terceira cidade mais importantes do Maranhão por 6 anos e vice-prefeito por 2 anos.
Foi presidente da Federação dos Municípios do Maranhão por dois mandatos, de 2013 a 2016.

## Vida pública
Desde cedo, com os valores ensinados pela sua mãe, Mirian Cutrim, e por influência de seu pai, Edmar Serra Cutrim, entendeu que para a transformação ser efetiva, a política e a honestidade devem caminhar juntas. E como uma importante ferramenta de mudança na vida de uma sociedade, decidiu que este era o seu objetivo: transformar a vida do povo para melhor.
Filiou-se ao Partido Social Liberal (PSL) em 2007, e sua carreira política teve início oficialmente no ano de 2008, quando foi escolhido para ser o Vice-Prefeito de São José de Ribamar (o terceiro município mais representativo do Maranhão), neste mesmo ano, ele assumiu a Presidência do Moto Club, após renúncia do então presidente, consagrando o time que acabou levando o título de Campeão Maranhense. Desde então, Gil, como é conhecido por seus eleitores, amigos e familiares, dedicou sua juventude a cuidar do povo ribamarense. E em 01 de Janeiro de 2010, assumiu o cargo de Prefeito da cidade.
Nestes dois anos de mandato, Gil recebeu o Prêmio Juscelino Kubitschek durante o 8º encontro nacional de Prefeitos do Brasil que ocorreu em Florianópolis – Santa Catarina, uma honraria concedida aos 100 Prefeitos de Destaque do Brasil, na ocasião, o único do Maranhão. Na área da educação, recebeu o Prêmio Construindo a Nação, honraria concedida pela Federação das Indústrias do Estado do Maranhão (FIEMA) em reconhecimento aos excelentes índices educacionais obtidos pelas Escolas Municipais Liceu Ribamarense I e II, as primeiras unidades públicas de ensino em tempo integral de São José de Ribamar e do Maranhão. O reconhecimento veio pela Revista Veja, na reportagem “As 20 metrópoles brasileiras do futuro”, como destaque nacional em produção de alimentos e aquisição de produtos da Agricultura Familiar com reflexo direto no aumento da qualidade da alimentação escolar.
Em 2012, foi reeleito Prefeito de São José de Ribamar pelo PMDB com 69,25% dos votos. Em 2013, foi eleito por aclamação ao cargo de Presidência da Federação dos Municípios do Estado do Maranhão, para o biênio 2013/2014, a maior votação da história da entidade. E foi reeleito em 2015, sendo o único Prefeito da história da entidade a ser reconduzido ao cargo. Em 2014, Gil Cutrim na reta final, pediu votos à Flávio Dino. Seu pai, Edmar Cutrim prestou denúncia contra a governadora Roseana Sarney, por invasão e "grampo". No ano de 2015, se filiou ao Partido Democrático Trabalhista (PDT). E até o final de seu mandato, honrou o compromisso que havia feito com os cidadãos de Ribamar.
Em outubro de 2018, Gil Cutrim foi eleito Deputado Federal, pelo Maranhão com 72.038 mil votos.
Em março de 2021, Gil Cutrim se desligou do Partido Democrático Trabalhista (PDT).
Filiado ao Republicanos, recebeu 53.675 votos para deputado federal, não conseguindo a reeleição, ficando como primeiro suplente.